# میری‌کند
میری‌کند (به ترکی آذربایجانی: Mirikənd) یک منطقهٔ مسکونی در جمهوری آذربایجان است که در شهرستان شماخی واقع شده‌است. میری‌کند ۱٬۲۷۷ نفر جمعیت دارد.